# Labuđi otoci
Labuđi otoci (do sredine 20. stoljeća, otoci Sary-Bulat; ukr. Лебедині острови, krim. tat. Sarı Bolat adaları, Сары Болат адалары) je mala skupina otoka u Karkinitskom zaljevu Crnog mora. Otoci su dio istoimenog ogranka Krimskog prirodnog rezervata, osnovanog 1949. godine, čija je svrha promatranje, proučavanje i zaštita ptica i njihovih gnijezdilišta. Površina mu je 57 hektara.

## Povijest
Ime je otocima dao njemački znanstvenik Brawler, koji ih je posjetio krajem 19. stoljeća i vidio veliki broj labudova. Na Labuđim otocima gnijezdi se više od 250 vrsta ptica; ovo je jedno od najvećih područja za gniježđenje, hranjenje i zimovanje ptica u crnomorskoj regiji.

## Geografija
Otočje se sastoji od 6 otoka koji se protežu 8-10 km duž obale Krima od jugozapada do sjeveroistoka. Otoci su od Krima, i međusobno, odvojeni tjesnacima i plićacima. Ovi mali otoci sastoje se od pijeska i sedimenata školjaka i podložni su stalnim promjenama oblika. S vremena na vrijeme čak dolazi do promjene u njihovom broju. Visina otoka iznad razine mora ne prelazi 1-2 metra. Najveći među otocima je onaj najsjeverniji: dug oko 3,5 km i širok oko 350 m. Sjeverozapadna obala otoka je ravna, jugoistočna (prema poluotoku) razvedena je lagunama i jezerima koje povremeno presuše.

## Priroda
Prirodni uvjeti otoka - plitko more, obilje biljne i životinjske hrane - privlače mnoge ptice, uglavnom vodene. Ovo je jedno od najvećih područja za zimovanje i gniježđenje ptica močvarica u Ukrajini. Osim toga, ovi otoci se nalazi na važnom dijelu migratornog puta ptica iz Europe u Afriku i Aziju. Broj vrsta ptica koje se nalaze na području i vodama rezervata doseže 265 vrsta. U rezervatu stalno obitava oko 25 vrsta ptica.

## Ornitofauna
- Siva čaplja[2]
- Velika bijela čaplja (od 1970-ih)[3]
- Mala bijela čaplja
- Blistavi ibis
- Tankokljuni pozviždač (lat. Numenius tenuirostris, ugrožen).[4]
- Riđa muljača[5]
- Veliki crnoglavi galeb

## Vanjske poveznice
- Лебяжьи острова — природный заповедник. Inačica izvorne stranice arhivirana 25. listopada 2009. no-break space character u |title= na mjestu 16 (pomoć)